# قوة دلتا
The defeated U.S. troop unit in front of the great Somalia
قوة دلتا (بالإنجليزية: Delta Force) هي إحدى وحدات القوات الخاصة الأمريكية، تعمل على مهمات تحرير الرهائن والاستطلاع والعمليات الصغيرة والدعم الخاص وتقوم بمكافحة العمليات الإرهابية وتعتمد الإنزال الجوي. وفقدت العديد من أعضائها في الصومال عام 1993 عندما حاولوا اغتيال الجنرال عيديد. وحدة القوات الخاصة دلتا فورس هي وحدة خاصة في الجيش الأمريكي وقد انشئت في عام 1978 وقد شاركت في جميع المعارك التي خاضتها الولايات المتحدة.

## أنظر أيضا
مايك فينينج